# Monument à Louis Pasteur (Chartres)
Le Monument à Louis Pasteur (1903), situé rue Danièle-Casanova en face de la préfecture de Chartres, est une œuvre de Paul Richer (1849-1933), composée d'un buste et d'un haut-relief rendant hommage aux travaux de Louis Pasteur.

## Historique
En 1895, une souscription pour l'érection d'un monument à Louis Pasteur (1822-1895) est initiée au lendemain de la mort de l'inventeur du vaccin contre la rage. Des subventions sont versées par le conseil général, les conseils d’arrondissement et le ministère de l’Instruction publique et des Beaux-Arts,.
Le monument est inauguré le 7 juin 1903 sur la place Saint-Michel à Chartres. A cette occasion, le professeur Adrien Proust, père du célèbre écrivain, est délégué par l'Académie des sciences dont il est membre pour prononcer un discours. Il y rappelle le rôle de Pasteur dans l'éradication de la maladie du charbon qui affectait les troupeaux bovins de la Beauce. Plusieurs passages laissent penser que Marcel Proust a aidé son père dans la rédaction de ce discours.

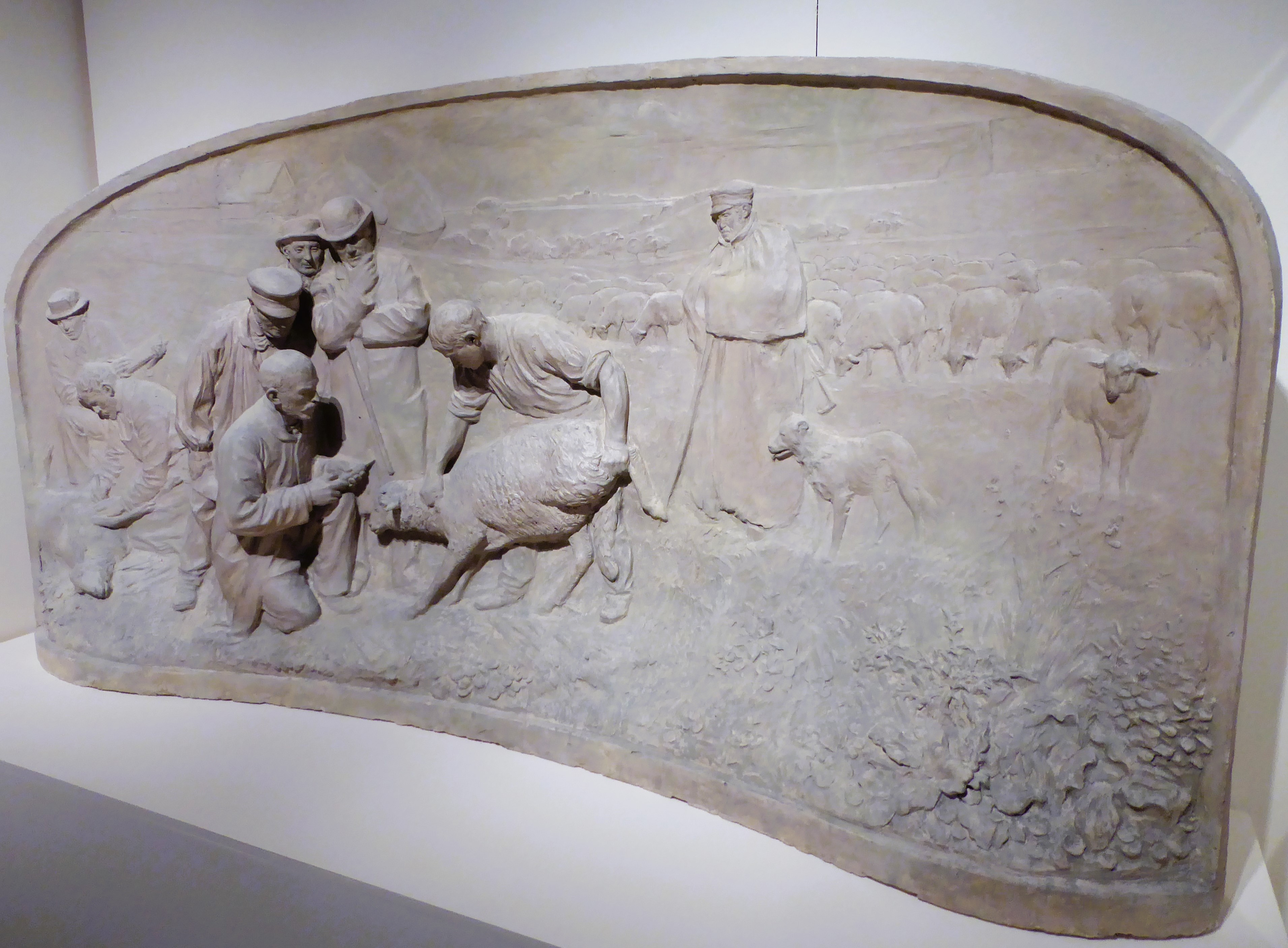
Maquette en plâtre, 1902.

Le bronze est envoyé à la fonte en 1942 sous le régime de Vichy. Refondu en 1950 d'après le modèle en plâtre conservé dans la cour de l’hôtel de la Société archéologique d'Eure-et-Loir, aujourd'hui dans les collections du musée des Beaux-Arts de Chartres, le nouveau bronze est inauguré le 8 octobre 1950 par François Mitterrand, ministre de la France d’Outre-mer et de Charles Brune, ministre des Postes.
En juillet 1975, le monument est transféré sur le terre-plein central de la place Saint-Michel, perpendiculaire au boulevard Chasles .
Il est inscrit au titre de monument historique en 2017.

Le monument place Saint-Michel, avant juillet 1975
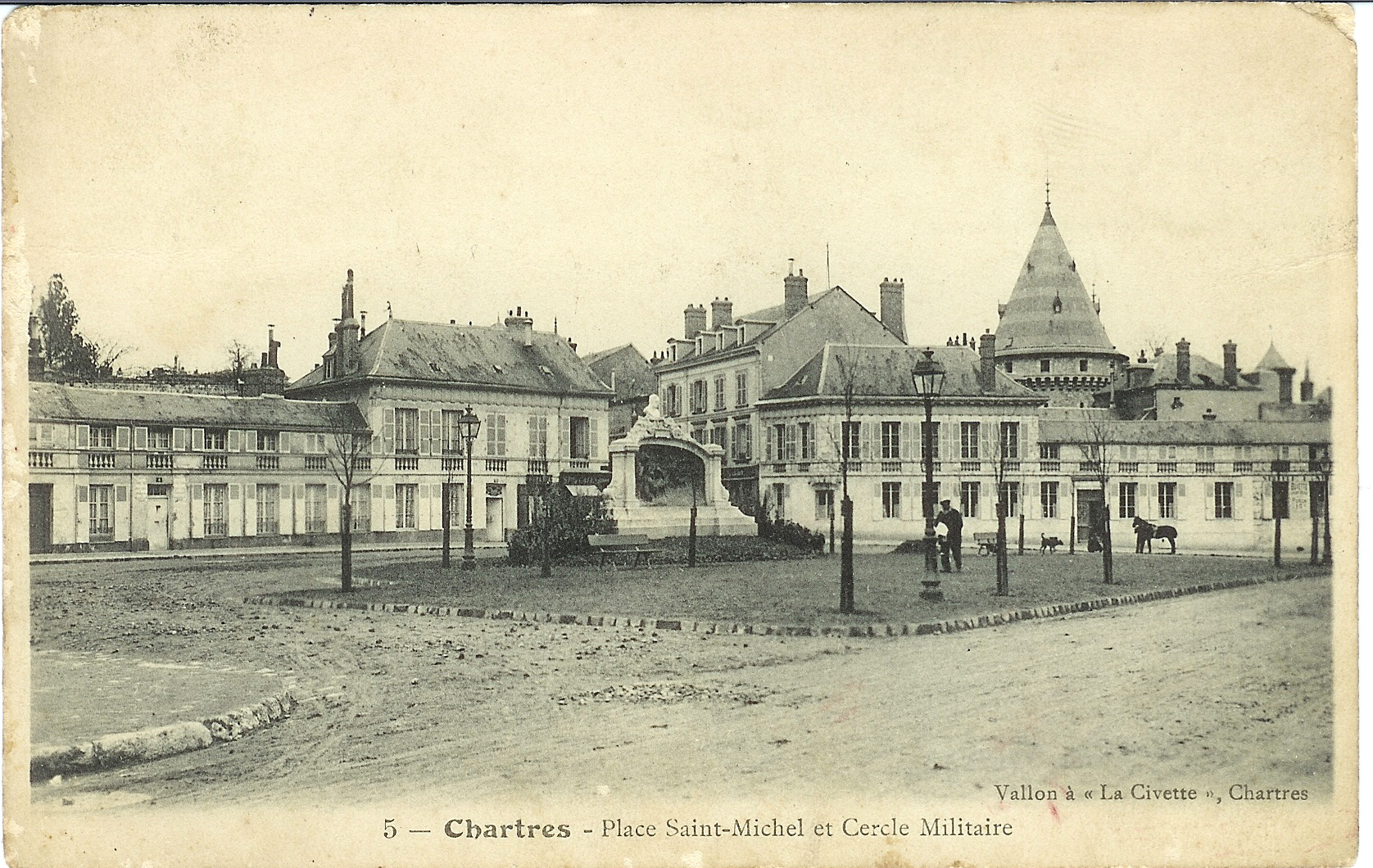
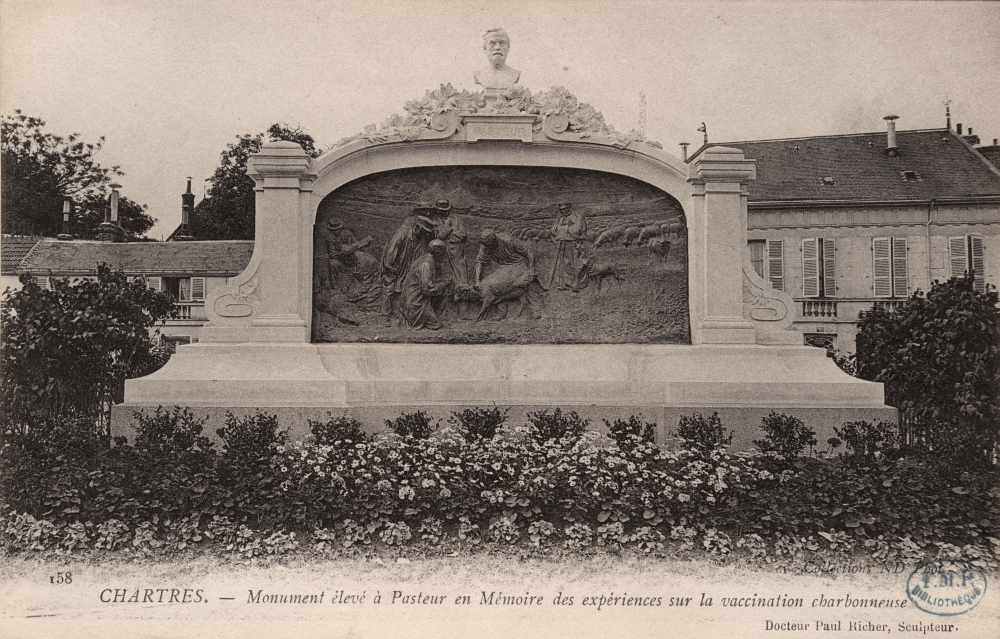

## Description
Dans un encadrement en pierre surmonté du buste en marbre de Louis Pasteur, un haut-relief en bronze réunissant un groupe de huit personnes décrit une des expériences majeures de Pasteur en 1878 à Saint-Germain-la-Gâtine. A l'horizon, figure le village de Poisvilliers.
Sous l'observation des vétérinaires chartrains Daniel Boutet et Jules Vinsot, de Jules Maumoury, propriétaire du troupeau de Mérinos, et d'Alphonse Maunoury, docteur en médecine et oncle du précédent, le Dr Émile Roux se prépare à inoculer à un mouton vacciné, le sang d’un mouton mort charbonneux dont M. Charles Chamberland fait l’autopsie. Séverin Jacquet, berger du troupeau, observe la scène appuyé sur son bâton.

La scène représentée
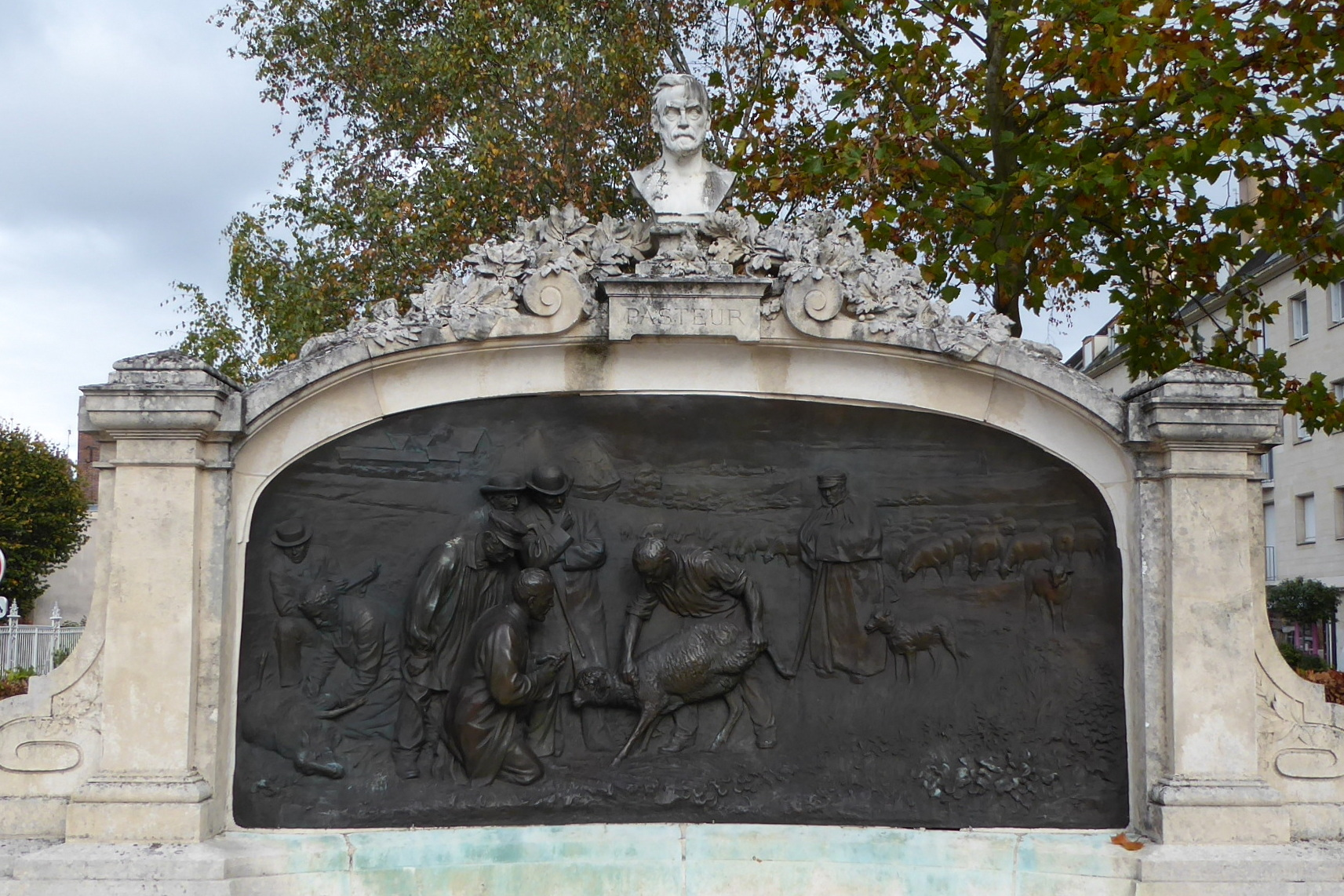
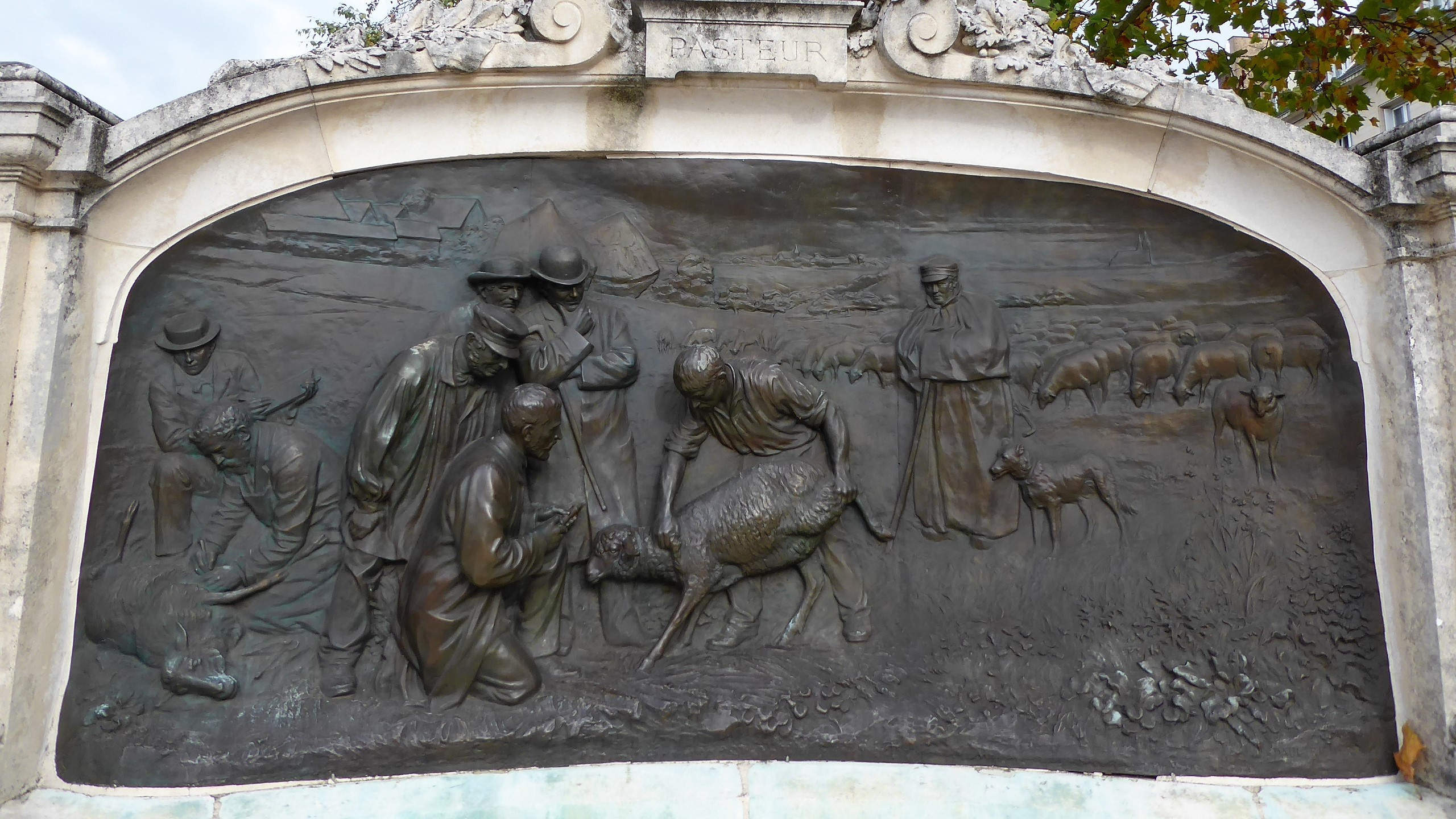
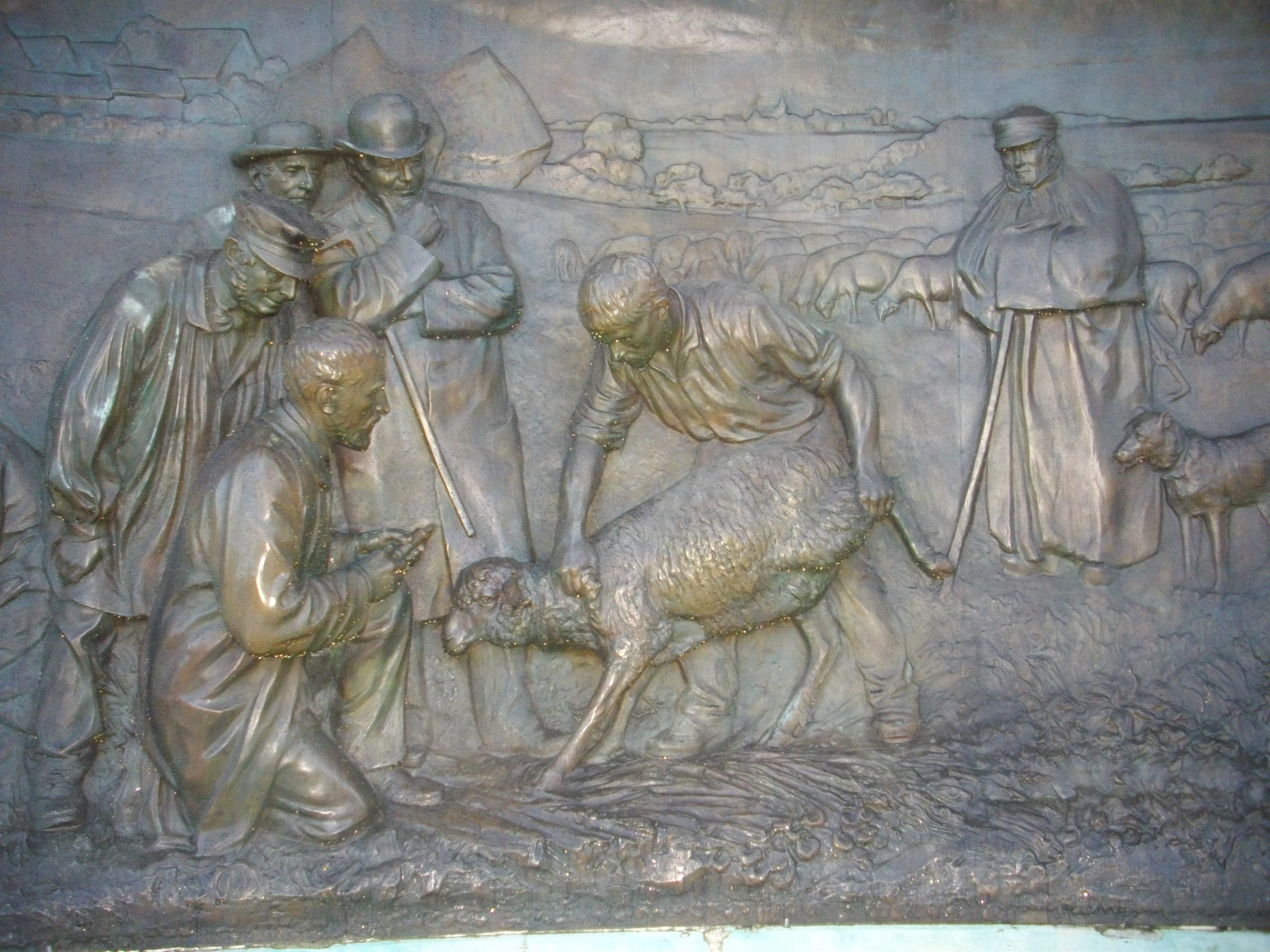